# Leigh upon Mendip
Leigh upon Mendip – wieś w Anglii, w hrabstwie Somerset, w dystrykcie (unitary authority) Somerset, w civil parish Leigh-on-Mendip. Leży 27 km na południe od miasta Bristol i 164 km na zachód od Londynu. W 2001 miejscowość liczyła 501 mieszkańców.